# Carl August Schmitz
Carl August Schmitz (* 4. August 1920 in Köln; † 17. November 1966 in Frankfurt am Main) war ein deutscher Ethnologe. Er leitete die Völkerkundemuseen und lehrte in Basel und Frankfurt. Einen Schwerpunkt seiner Forschungen widmete er den Kulturen auf Neuguinea.

## Leben
Schmitz studierte an der Universität zu Köln Völkerkunde, Soziologie und Theaterwissenschaften, er promovierte 1954 mit einer Arbeit über den Tanz- und Kultplatz in Melanesien. Nach einer Forschungsreise in den Nordosten Neuguineas habilitierte er sich 1958 mit einer Schrift über Historische Probleme in Nordost-Neuguinea. Er wurde 1960 Konservator des Museums für Völkerkunde in Basel und 1964 dessen Direktor. Daneben lehrte er ab 1962 als außerordentlicher Professor an der Universität Basel.
Als Nachfolger Adolf E. Jensens wurde Schmitz 1965 als ordentlicher Professor für Völker- und Kulturkunde an die Goethe-Universität Frankfurt am Main berufen. Wie sein Vorgänger übernahm er in Personalunion auch die Leitung des Frankfurter Museums für Völkerkunde und des Frobenius-Institut. Eineinhalb Jahre später starb er im Alter von 46 Jahren an einem Schlaganfall. Er brach, nachdem er eine Prüfung abgenommen hatte, auf dem Weg zu einer Fakultätssitzung auf dem Hof der Universität zusammen.

## Werke (Auswahl)
- Der Tanz- und Kultplatz in Neu-Guinea und Melanesien. Materialien zur Monographie eines conditionalen Kulturelements. Lechte Verlag, Emsdetten 1954
- Historische Probleme in Nordost-Neuguinea. 1960
- Ozeanische Kunst. Skulpturen aus Melanesien. Einführung von Carl A. Schmitz; Aufnahmen von F. L. Kenett. Verlag F. Bruckmann, München 1962
- Grundformen der Verwandtschaft. 1964 (Basler Beiträge zur Ethnologie 1)
- (Hrsg.): Religions-Ethnologie. Akademische Verlagsgesellschaft, Frankfurt 1964
- (Hrsg.): Historische Völkerkunde. Akademische Verlagsgesellschaft, Frankfurt am Main 1967